# Bicolano central
El bikol o bicolano central es la lengua más hablada en la región de Bikol del sur de Luzón en Filipinas. Se habla en las Camarines Sur, el sureste de Camarines Norte, el este de Albay, noreste de Sorgoson, San Pascual en Masbate y el suroeste de Catanduanes. La versión estándar del idioma se basa en el dialecto de Canaman.

## Dialectos del Bikol
- El Bikol - Naga, un dialecto de la zona costera de Bikol es la variante del idioma que más hablantes de los diferentes dialectos logra entender. Está hablado en el primer, segundo y tercer distrito de Camarines Sur (exceptuando la zona Del Gallego, cuyos residentes hablan tagalog mayoritariamente).
- El Bikol - Legazpi se habla en la zona este de Albay y el norte de Sorsogon.
- Otros dialectos comunes incluyen el Bikol - Daet, hablado en Daet, y el Bikol - Partido, hablado en el cuarto distrito de Camarines Sur y en Virac, San Andrés y el sur de Caramoran en Catanduanes.